# فهرست اصطلاحات هندسه حسابی و سیاله‌ای
این فهرست، واژه‌نامه‌ای از هندسه حسابی و سیاله‌ای (Arithmetic and Diophantine Geometry) (یا هندسه حسابی و دیوفانتینی) است. این بخش از ریاضیات شامل حوزه‌های مطالعاتی است که از نظر تاریخی با مطالعه سنتی معادلات سیاله‌ای رشد کرده و گسترش یافته‌اند به گونه‌ای که اکنون بخش‌های بزرگی از نظریه اعداد و هندسه جبری را شامل می‌شوند. عمده این نظریه به شکل حدس‌های پیشنهاد شده‌ای اند که می‌توان آن‌ها را در سطوح مختلفی از تعمیم‌ها و کلی‌سازی‌ها به یکدیگر مرتبط ساخت.
هندسه سیاله‌ای در حالت کلی به مطالعه واریته‌های جبری چون {\displaystyle V} می‌پردازد که بر روی میدان‌های به‌خصوصی تعریف شده باشند. این میدان‌ها شامل این مواردند: میدان‌های موضعی، میدان‌هایی که بر روی میدان‌های اول خود متناهیاً تولید شده باشند. میدان اعداد و میدان‌های متناهی از جمله میدان‌های مورد علاقه در این حوزه می‌باشند. از میدان‌های مذکور فقط میدان اعداد مختلط بسته جبری است. حتی با دانستن هندسه {\displaystyle V}، اگر میدان پایه‌ای هر میدان دیگری غیر از اعداد مختلط باشد، این که واریته مورد نظر دارای نقاطی با مختصات آن میدان است یا خیر، نیاز به اثبات و مطالعه به عنوان موضوع مجزا دارد.
هندسه حسابی را می‌توان به‌طور کلی‌تر به عنوان مطالعه اسکیم‌هایی از نوع متناهی روی طیف حلقه اعداد صحیح تعریف نمود. هندسه حسابی به صورت کاربرد فنون هندسه جبری در مسائل نظریه اعداد نیز تعریف شده‌است.

## ارجاعات
1. ↑  Arithmetic geometry in nLab
2. ↑  Sutherland, Andrew V. (September 5, 2013). "Introduction to Arithmetic Geometry" (PDF). Retrieved 22 March 2019.
3. ↑  Bombieri & Gubler (2006) pp.66–67
4. ↑  Lang (1988) pp.156–157
5. ↑  Neukirch, Jürgen; Schmidt, Alexander; Wingberg, Kay (2008). Cohomology of Number Fields. Grundlehren der Mathematischen Wissenschaften. Vol. 323 (2nd ed.). Springer-Verlag. p. 361. ISBN 978-3-540-37888-4.
6. 1 2  Schoof, René (2008). "Computing Arakelov class groups".  In Buhler, J.P.; P., Stevenhagen (eds.). Algorithmic Number Theory: Lattices, Number Fields, Curves and Cryptography. MSRI Publications. Vol. 44. Cambridge University Press. pp. 447–495. ISBN 978-0-521-20833-8. MR 2467554. Zbl 1188.11076.
7. ↑  Lang (1997) p.146
8. 1 2 3  Lang (1997) p.171
9. ↑  Neukirch (1999) p.189
10. ↑  Lang (1988) pp.74–75
11. ↑  van der Geer, G.; Schoof, R. (2000). "Effectivity of Arakelov divisors and the theta divisor of a number field". Selecta Mathematica. New Series. 6 (4): 377–398. arXiv:math/9802121. doi:10.1007/PL00001393. S2CID 12089289. Zbl 1030.11063.